# 異性化
異性化（いせいか、Isomerization）は、ある分子が原子の組成は全くそのままに、原子の配列が変化して別の分子に変換することである。これらの関連する分子のことは異性体と呼ぶ。ある条件下で自発的に異性化する分子もある。多くの異性体は、等しいかほぼ等しい結合エネルギーを持ち、そのためほぼ等量が存在する。これらは比較的自由に相互変換でき、即ち2つの異性体間のエネルギー障壁は高くはない。分子間で異性化が起きると、転位反応とみなせる。
有機金属化合物の異性化の例には、結合異性からのデカフェニルフェロセン[(η5-C5Ph5)2Fe]の生成がある。

## 異性化の事例
炭化水素の接触分解中の異性化は、有機化学においてよく用いられる。燃料中では、ペンタンのような直鎖状の異性体は白金触媒の存在下で加熱される。得られた直鎖と分岐の異性体の混合物は、その後に分離される。工業プロセスでは、n-ブタンからイソブタンへの異性化も行われる。
“Trans-cis異性化”では、特定の化合物が幾何異性体同士で相互に変換する。例えば、マレイン酸やアゾベンゼンは、しばしば光異性化する。他の例には、レスベラトロールのトランス体からシス体への光化学変換がある。
その他の事例には、シクロヘキサンの2つの立体配座のように実際の転位が起こらない配座異性体間の異性化、生化学におけるアルドース-ケトース異性化、ブルバレンのように異性体間の急速な相互変換が起こる流変分子、単結合と二重結合の位置が変わるだけの異性化等がある。2つの異性体間のダイナミックな平衡が確立された状態を互変異性と呼ぶ。
環化異性化では、環式化合物が形成される。
2つの異性体間のエネルギーの差は、異性化エネルギーと呼ばれる。実験的にも計算的にも低いエネルギー差の異性化には、2-ブタンの吸熱的トランス-シス異性化 (2.6 (1.2) kcal/mol)、イソペンタンからn-ペンタンへの接触分解 (3.6 (4.0) kcal/mol)、trans-2-ブテンから1-ブテンへの変換 (2.6 (2.4) kcal/mol) 等がある。